# Kim Sjøgren and his The Little Mermaid Orchestra
Kim Sjøgren and his The Little Mermaid Orchestra er et dansk orkester som startede i 1997. Orkestret består foruden Kim Sjøgren af unge kvindelige musikere, fra Det Jyske Musikkonservatoriets solistklasse, Det Kongelige Kapel, samt fra Radiosymfoniorkestret.